# Riol

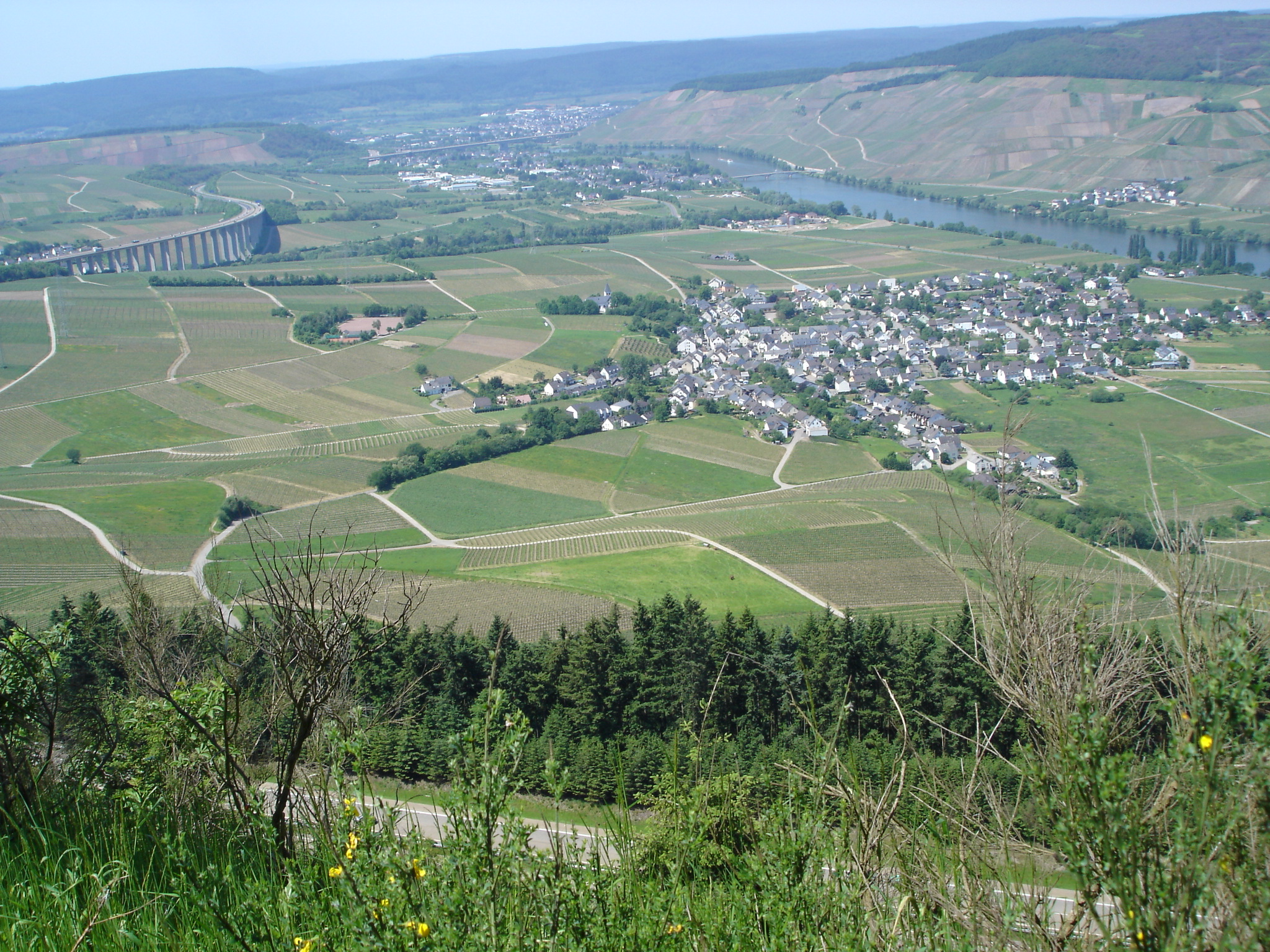
Blick über Riol

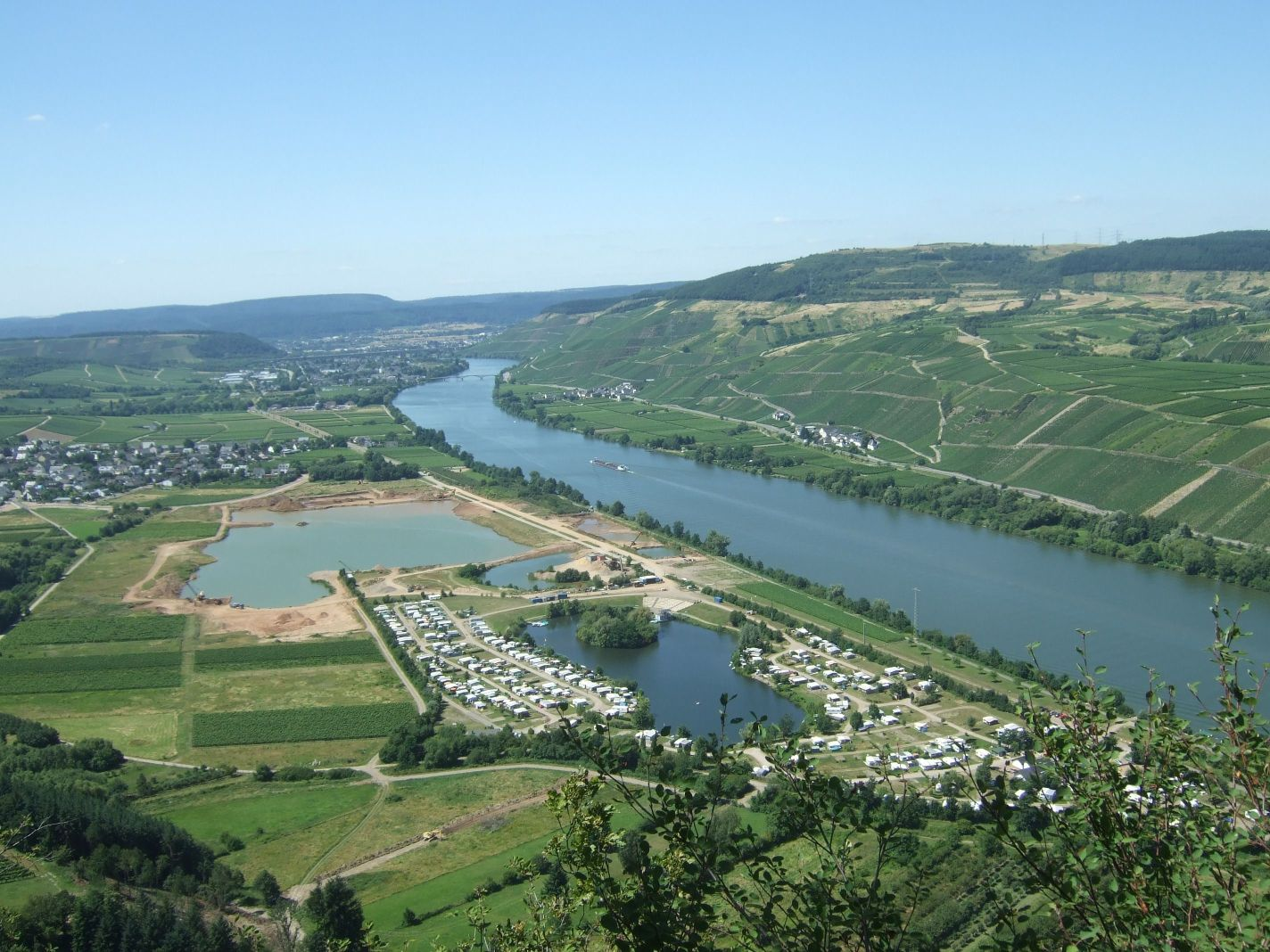
Mosel bei Riol

Riol ist eine Ortsgemeinde im moselfränkischen Sprachraum im Landkreis Trier-Saarburg in Rheinland-Pfalz. Sie gehört der Verbandsgemeinde Schweich an der Römischen Weinstraße an.

## Geographie
Riol liegt am rechten, südlichen Ufer der Mosel zwischen den Nachbarorten Longuich oberhalb und diesseits und Mehring unterhalb und jenseits der Mosel. An der Gemarkungsgrenze zu Longuich mündet der Feller Bach in die Mosel. Südlich, in etwa 800 m Entfernung, verläuft in weitem Bogen die A1 (Abschnitt Mosel-Saarbrücken) mit der markanten „Fellerbachtalbrücke“. Zwischen der Ortslage und der Autobahn liegt die Weinberg-Einzellage „Rioler Römerberg“.

## Geschichte
Peter von Aspelt, der Königsmacher, war hier Pfarrer, bevor er Mainzer Erzbischof wurde.
Im Jahre 1497 wurde die Riolsburg als Besitz des Grafen Sebastian von Sayn erstmals erwähnt. Zu Beginn des 17. Jahrhunderts gehörte die Burg den Husmann von Namedy, die sich danach auch Freiherren von Riolsburg nannten. Die Burg erlosch während des Dreißigjährigen Krieges. Von ihr sind keine Reste erhalten.
Teile einer römischen Villa sind in der heutigen Treppenanlage zu sehen, die zur Pfarrkirche St. Martin hinaufführt. Der romanische Glockenturm der Kirche wurde auf römischen Fundamenten erbaut.
Römerschlacht bei Riol
Die archäologische Datenbasis für das angeblich bei Riol nachgewiesene „Schlachtfeld von Rigodulum“ – Ort einer historisch bezeugten Schlacht aus dem Jahr 71 nach Christus – hat sich 2024 laut Mainzer Innenministerium bei einer Überprüfung als unzureichend herausgestellt.
Bevölkerungsentwicklung
Die Entwicklung der Einwohnerzahl von Riol, die Werte von 1871 bis 1987 beruhen auf Volkszählungen:
| Jahr | Einwohner |
| 1815 | 341       |
| 1835 | 587       |
| 1871 | 657       |
| 1905 | 653       |
| 1939 | 705       |
| 1950 | 688       |

| Jahr | Einwohner |
| 1961 | 745       |
| 1970 | 767       |
| 1987 | 898       |
| 1997 | 1.037     |
| 2005 | 1.121     |
| 2023 | 1.313     |

## Politik

### Gemeinderat
Der Ortsgemeinderat in Riol besteht aus 16 Ratsmitgliedern, die bei der Kommunalwahl am 9. Juni 2024 in einer personalisierten Verhältniswahl gewählt wurden, und der ehrenamtlichen Ortsbürgermeisterin als Vorsitzender.
Die Sitzverteilung im Ortsgemeinderat:
| Wahl | SPD | CDU | WGR | Gesamt   |
| ---- | --- | --- | --- | -------- |
| 2024 | 3   | 5   | 8   | 16 Sitze |
| 2019 | 4   | 5   | 7   | 16 Sitze |
| 2014 | 3   | 6   | 7   | 16 Sitze |
| 2009 | 4   | 6   | 6   | 16 Sitze |
| 2004 | 4   | 6   | 6   | 16 Sitze |
| 1999 | 4   | 9   | 3   | 16 Sitze |

### Ortsbürgermeister
Christel Egner-Duppich wurde 2014 Ortsbürgermeisterin von Riol.
Bei der Direktwahl am 26. Mai 2019 wurde sie mit einem Stimmenanteil von 52,26 % und am 9. Juni 2024 als einzige Bewerberin mit 58,7 % für jeweils weitere fünf Jahre in ihrem Amt bestätigt.
Egner-Duppichs Vorgänger Arnold Schmitt übte das Amt von 1994 bis 2014 aus.

### Wappen
Blasonierung: Im viergeteilten Schild oben rechts in Rot ein goldener Leopard. Oben links in Silber ein rotes Balkenkreuz. Unten rechts in Silber eine hängende grüne Weintraube mit drei grünen Blättern. Unten links in Blau ein aufrecht schreitender silberner rot bewehrter Bär, rechts oben begleitet von einem sechsstrahligen silbernen Stern.

## Weinbau
Eine bekannte Weinlage ist der Rioler Römerberg, der seinen Namen zur Erinnerung an die dortige Schlacht zwischen Kelten und Römern erhielt.
Ansässig sind verschiedene Weingüter und Weinstuben.

## Kultur und Sehenswürdigkeiten

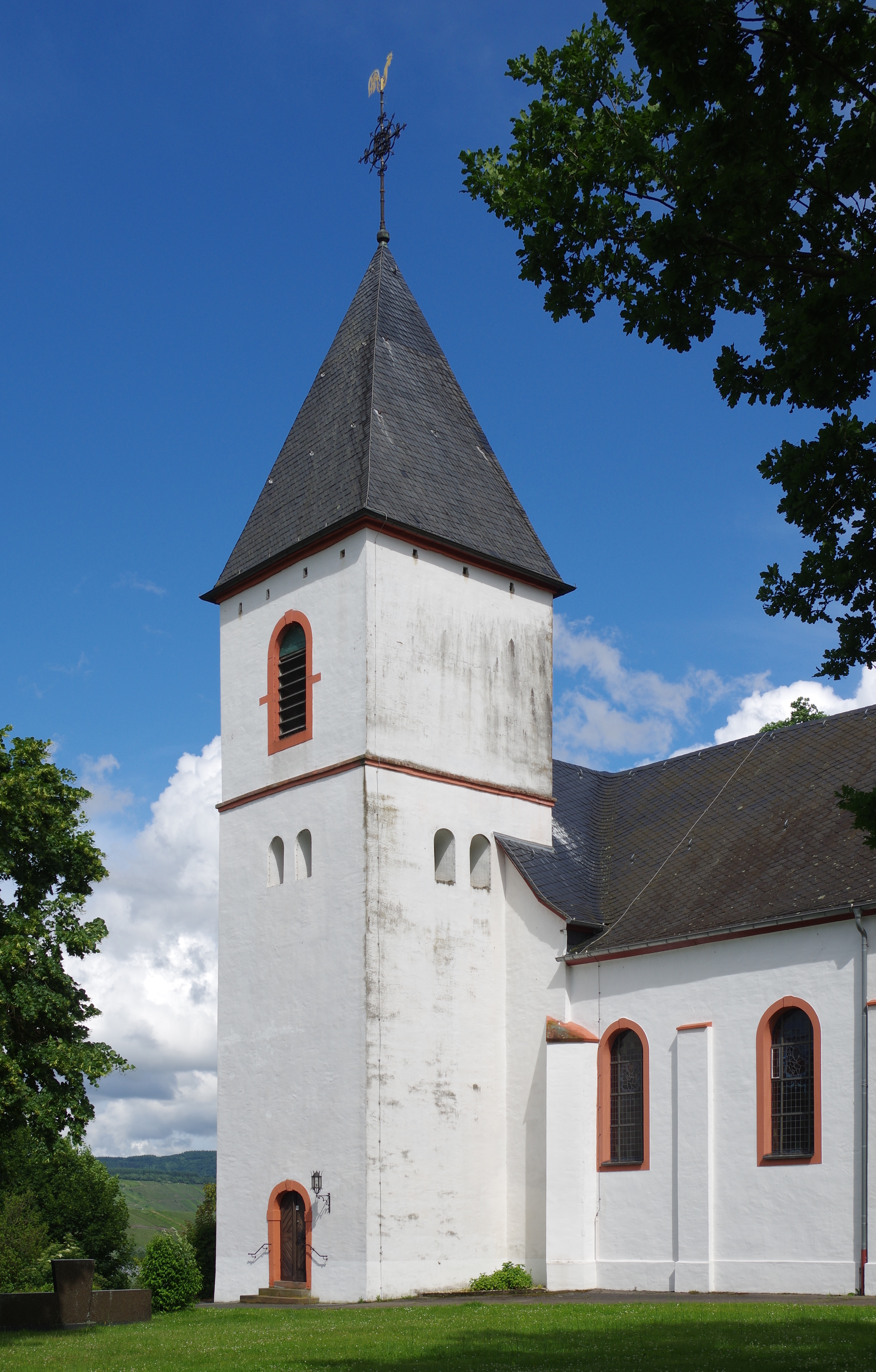
Kirche von Riol

Am dritten Wochenende im Juni wird jedes Jahr von Freitag bis Sonntag in Riol das Weinfest Zum Wohl Riol veranstaltet. Samstags findet eine große Weinprobe mit Weinen von Weingütern aus Riol statt.

## Freizeit
Freizeitpark Triolago mit Badesee, Übernachtungsmöglichkeiten und Freizeitangeboten wie zum Beispiel Sommerrodelbahn oder Wasserskiseilbahn.